# Osman Bey
Osman (Seify) Bey (eigentlich Frederick Millingen, in manchen Quellen Milligen, weitere Pseudonyme Wladimir Andrejewitsch, Kıbrıslı Zade Binbaşı, * 1836 in Konstantinopel; † 1901 (?) in Nizza) war ein antisemitischer Publizist des 19. Jahrhunderts.

## Leben und Wirken
Osman Beys Biographie ist unsicher; Benz et al. (2009) zufolge soll er als Sohn eines englischen Arztes und in Italien aufgewachsen, erst in der Türkei zum Islam und dann in Russland zur orthodoxen Kirche übergetreten, später in ganz Europa als Hochstapler tätig gewesen sein. Nach anderen Quellen soll er aus Serbien stammen. Das Dictionary of National Biography gibt mit Zurückhaltung („slightly inaccurate“) an, Millingen/Osman-Bey sei der Sohn des englischen Arztes und Schriftstellers Julius Michael Millingen (1800–1878), der in Griechenland Leibarzt von Lord Byron war.
Insbesondere die Pamphlete Eroberung... und Enthüllungen...  vermitteln antisemitische Verschwörungstheorien, die aus heutiger Sicht abseitig sind, in der Zeit ihrer Entstehung aber großen Erfolg hatten, in der russischen Regierung gelesen wurden und die brutal judenfeindliche Einstellung Alexanders III. und selbst noch Nikolaus’ II. beförderten.
Die Eroberung der Welt durch die Juden war das erste Buch, das die Idee einer jüdischen Weltverschwörung weltweit propagierte; es erschien 1873 vermutlich zuerst auf Deutsch und wurde bis 1880 ins Französische, Russische, Englische, Polnische und Italienische übersetzt.

## Trivia
Osman Bey tritt als Nebenfigur in Umberto Ecos Roman Der Friedhof in Prag auf.

## Schriften (Auswahl)
- La Turquie sous la règne d'Abdul-Aziz. Lacroix, Paris 1868.
- Wild life among the Koords. Hurst and Blackett, London 1870.
- On the Koords. In: Journal of the Ethnological Society of London, 1870, S. 175–181.
- Die Eroberung der Welt durch die Juden: Versuch nach Geschichte und Gegenwart. Krüst, Basel 1873.
- Enthüllungen über die Ermordung Alexanders II. Nydegger & Baumgart, Bern 1886.
- Les Femmes en Turquie. Lévy, Paris 1878.